# Carl Björkman (tirador)
Carl August Björkman (Tådene, Lidköping, Västra Götaland, 31 de desembre de 1869 – Estocolm, 4 de febrer de 1960) va ser un tirador suec que va competir a començaments del segle xx.
El 1912 va prendre part en els Jocs Olímpics d'Estocolm, on disputà tres proves del programa de tir. En la prova de rifle lliure per equips guanyà la medalla d'or, mentre en la de rifle militar per equips guanyà la de bronze. En la prova de rifle lliure, 300 metres tres posicions finalitzà en 34a posició.